# Фудбалска репрезентација Камеруна
Фудбалска репрезентација Камеруна је фудбалски тим који представља Камерун на међународним такмичењима и под контролом је Фудбалског савеза Камеруна. Камерун се укупно квалификовао седам пута на Светско првенство - 1982, 1990, 1994, 1998, 2002, 2010 и 2014. више него било која друга Афричка нација. Камерун је први афрички тим који је успео да стигне до четвртфинала на Светском првенству, то се десило на Светском првенству 1990. када су у четвртфиналу у продужецима изгубили од Енглеске са 3:2. Такође је освојио и 4 Афричка купа нација и златну медаљу на Летњим Олимпијским играма 2000.

## Историја
Своју прву утакмицу Камерун је одиграо 13. априла 1960. против репрезентације Сомалије, победивши са 9-2.
Камерун се квалификовао на своје прво Светско првенство 1982. године, одржаном у Шпанији. Са повећањем тимова са 16 на 24 Камерун је уз Алжир представљао Африку на Светском првенству. Био је додељен у групу 1 заједно са Италијом, Пољском и Перуом. Камерун је у прве две утакмице са Перуом и Пољском одиграо 0-0, док је у последњој изненађујуће са каснијим прваком Италијом одиграо 1-1. Три бода из три утакмице нису била довољна да Камерун прође у следећу фазу такмичења, али су Камерунци били поносни јер на свом првом Светском првенству нису изгубили. На следеће Светско првенство 1986. у Мексику Камерун се није квалификовао.
Камерун се квалификовао на Светско првенство 1990. у Италији победивши Нигерију и Тунис у плеј-офу квалификација. На завршном турниру Камерун је био у групи Б са Совјетским Савезом, Аргентином и Румунијом. Камерун је шокирао све победивши у првој утакмици носиоца Аргентину са 1-0, затим су победили и Румунији и изгубили у последњем мечу са 4-0 од Совјетског Савеза, на крају одлазе у осмину финала као први у групи. У осмини финала побеђују са 2-1 Колумбију, након регуларних 90 минута резултат је био 0-0, али у продужецима Рожер Мила постиже два гола која су Камеруну обезбедила учешће у четвртфиналу. У четвртфиналу Камерун је за противника имао Енглеску, након 90 минута резултат је опет био нерешен али сада 2-2, али у продужецима Енглеска са пенала у 105 минуту постиже гол и одлази у полуфинале.
Камерун се квалификовао и на Светско првенство 1994. одржаном у Сједињеним Америчким Државама, поново је био у групи Б али сада са Шведском, Бразилом и Русијом. У првој утакмици је играо 2-2 са Шведском, али у наредне две губи од Бразила (3—0) и Русије (6—1). Камерун као последњи у групи завршава такмичење.
На Светско првенство 1998. у Француској након проширења са 24 на 32 екипе Камерун се квалификовао са још пет тимова из Африке. Поново је додељен у групу Б са Италијом, Чилеом и Аустријом. У првом колу одиграва нерешено са Аустријом, 1-1, затим са 3-0 губе од Италије, те се у задњем колу ремијем 1-1 са Чилеом опраштају од СП-а.
Између два неуспеха на завршницама светских првенстава на Летњим Олимпијским играма 2000. године освајају златну медаљу победивши Шпанију у финалу.
У квалификацијама за Светско првенство 2002. у Кореји и Јапану Камерун је у својој групи био први, иза себе оставивши Анголу, Замбију, Того и Либију. На Светском првенству Камерун се налазио у групи Е са Немачком, Ирском и Саудијском Арабијом. Прву утакмицу је одиграо нерешено 1-1 са Ирском иако је водио голом Патрика Мбоме, у следећој утакмици су победили Саудијску Арабију, али у последњој утакмици су поражени са 2-0 од Немачке и тиме елиминисани са такмичења. На Светско првенство 2006. Камерун није успео да се квалификује. На Афричком купу нација 2008. несаломљиви лавови су били један од фаворита за освајање, али то им није пошло за руком пошто су у финалу поражени од Египта.

## Дресови без рукава
У априлу 2004. године ФИФА је Камеруну одузела шест бодова због Пуминог дреса без рукава, у којем су играли на Афричком купу нација. Камерун је такође био кажњен и новчаном казном у износу од 154.000 долара. Врховно фудбалско тело ипак је касније одустало од драстичне казне одузимања бодова у квалификацијама за Светско првенство 2006., али ни то на крају Камеруну није помогло да се пласира на исто. Касније су фудбалери Камеруна испод дреса без рукава носили црну мајицу, али са рукавима.
Због казне и буке која се дигла око једноделног дреса, камерунски спонзор и произвођач контроверзног дреса, компанија Пума подигла је тужбу на суду затраживши од FIFA-е новчану накнаду од скоро два милиона долара.

## Смрт на терену
Двадесетосмогодишњи камерунски фудбалски репрезентативац Марк-Вивијен Фое преминуо је након полуфиналног сусрета Купа конфедерација 27. јуна 2003. против Колумбије (1—0). Фое је у 71. минуту пао на средини терена, па је несвесном стању изнесен са стадиона. Упркос хитној медицинској помоћи нешто касније је преминуо. Узрок смрти био је срчани удар. Фое је играо за енглески клуб Манчестер Сити који је након трагедије пензионисао број 23 који је он носио. Исто је учинио Олимпик Лион, из кога је прешао у Манчестер Сити, са бројем 17.

## Резултати репрезентације

### Светско првенство
| Година         | Пласман               |
| -------------- | --------------------- |
| 1930. до 1962. | Није учествовала      |
| 1966           | Повукла се            |
| 1970           | Није се квалификовала |
| 1974           | Није се квалификовала |
| 1978           | Није се квалификовала |
| 1982           | 1 коло                |
| 1986           | Није се квалификовала |
| 1990           | Четвртфинале          |
| 1994           | 1 коло                |
| 1998           | 1 коло                |
| 2002           | 1 коло                |
| 2006           | Није се квалификовала |
| 2010           | 1 коло                |
| 2014           | 1 коло                |
| 2018           | Није се квалификовала |
| 2022           | 1 коло                |
| Укупно         | 8/22                  |

### Куп конфедерација
| Година         | Пласман               | ИГ                    | П                     | Н                     | И                     | ГД                    | ГП                    |                       |
| -------------- | --------------------- | --------------------- | --------------------- | --------------------- | --------------------- | --------------------- | --------------------- | --------------------- |
| 1992. до 1999. | Није се квалификовала | Није се квалификовала | Није се квалификовала | Није се квалификовала | Није се квалификовала | Није се квалификовала | Није се квалификовала | Није се квалификовала |
| 2001.          | 1. коло               | 3                     | 1                     | 0                     | 2                     | 2                     | 4                     |                       |
| 2003.          | 2. место              | 5                     | 3                     | 1                     | 1                     | 3                     | 1                     |                       |
| 2005. to 2013. | Није се квалификовала | Није се квалификовала | Није се квалификовала | Није се квалификовала | Није се квалификовала | Није се квалификовала | Није се квалификовала | Није се квалификовала |
| 2017.          | 1. коло               | 3                     | 0                     | 1                     | 2                     | 2                     | 6                     |                       |
| Укупно         | 3/10                  | 11                    | 4                     | 3                     | 5                     | 7                     | 11                    |                       |

### Афрички куп нација
| 1957 | Није учествовала      | 1976 | Није се квалификовала | 1994 | Није се квалификовала |
| 1959 | Није учествовала      | 1978 | Није се квалификовала | 1996 | 1 коло                |
| 1962 | Није учествовала      | 1980 | Није се квалификовала | 1998 | Четвртфинале          |
| 1963 | Није учествовала      | 1982 | 1 коло                | 2000 | Првак                 |
| 1965 | Није учествовала      | 1984 | Првак                 | 2002 | Првак                 |
| 1968 | Није се квалификовала | 1986 | 2. место              | 2004 | Четвртфинале          |
| 1970 | 1 коло                | 1988 | Првак                 | 2006 | Четвртфинале          |
| 1972 | 3. место              | 1990 | 1 коло                | 2008 | 2. место              |
| 1974 | Није се квалификовала | 1992 | 4. место              | 2010 | Четвртфинале          |

### Пријатељске утакмице
| Камерун | 1:1    | ДР Конго |
| ------- | ------ | -------- |
|         | Детаљи |          |

## Списак играча заСветско првенство у фудбалу 2010.
Селектор:  Пол Ле Гуен
| Број       | Име               | Датум рођења       | Клуб             | Наступи (голови) | Дебитовао                          |
| Голмани    | Голмани           | Голмани            | Голмани          | Голмани          | Голмани                            |
| ---------- | ----------------- | ------------------ | ---------------- | ---------------- | ---------------------------------- |
| 1          | Карлос Камени     | 18. фебруар 1984.  | Еспањол          | 59 (0)           | Јужна Кореја, 25. мај 2001.        |
| 16         | Сулејману Хамиду  | 22. новембар 1973. | Кајсериспор      | 20 (0)           | Сомалија, 23. април 2000.          |
| 22         | Ги Нди Асембе     | 28. фебруар 1986.  | Валенсијен       | 1 (0)            | 2010.                              |
| Одбрана    |                   |                    |                  |                  |                                    |
| 2          | Беноа Асу-Екото   | 24. март 1984.     | Тотенхем хотспур | 9 (0)            | Гвинеја, 11. фебруар 2009.         |
| 3          | Николас Нкулу     | 27. март 1990.     | Монако           | 17 (0)           | Јужна Африка, 19. новембар 2008.   |
| 4          | Ригоберт Сонг     | 1. јул 1976.       | Трабзонспор      | 133 (4)          | Мексико, 22. септембар 1993.       |
| 5          | Себастијан Басонг | 9. јул 1986.       | Тотенхем хотспур | 7 (0)            | Аустрија, 12. август 2009.         |
| 8          | Жереми Нжитап     | 20. децембар 1978. | Анкарагучу       | 109 (12)         | Габон, 6. октобар 1996.            |
| 12         | Гаетан Бонг       | 25. април 1988.    | Валенсијен       | 2 (0)            | 2010.                              |
| 14         | Орелијен Шеђу     | 20. јун 1985.      | Лил              | 10 (0)           | Мароко, 7. јун 2009.               |
| 19         | Стефан Мбиа       | 20. мај 1986.      | Олимпик Марсеј   | 31 (3)           | Холандија, 27. мај 2006.           |
| Средњи ред |                   |                    |                  |                  |                                    |
| 6          | Александре Сонг   | 9. септембар 1987. | Арсенал          | 23 (0)           | Египат, 22. јануар 2008.           |
| 7          | Ландри Нгуемо     | 28. новембар 1985. | Селтик           | 20 (2)           | Руанда, 3. септембар 2006.         |
| 10         | Ашил Емана        | 5. јун 1982.       | Реал Бетис       | 35 (6)           | Обала Слоноваче, 11. фебруар 2003. |
| 11         | Жан Макун         | 29. мај 1983.      | Олимпик Лион     | 50 (3)           | Мароко, 7. јун 2009.               |
| 18         | Ејонг Ено         | 23. март 1986.     | Ајакс            | 14 (1)           | Мароко, 7. јун 2009.               |
| 20         | Жорж Манђек       | 9. децембар 1988.  | Кајзерслаутерн   | 8 (0)            | Ангола, 14. октобар 2009.          |
| 21         | Жоел Матип        | 8. август 1991.    | Шалке 04         | 4 (0)            | Италија, 3. март 2010.             |
| Напад      |                   |                    |                  |                  |                                    |
| 9          | Самјуел Ето       | 10. март 1981.     | Интер Милано     | 96 (43)          | Костарика, 9. март 1997.           |
| 13         | Ерик Шупо-Мотинг  | 23. март 1989.     | Нирнберг         | 2 (1)            | 2010.                              |
| 15         | Пјер Вебо         | 20. јануар 1982.   | Мајорка          | 43 (16)          | Јапан, 19. новембар 2003.          |
| 17         | Мохамаду Идрису   | 8. март 1980.      | Фрајбург         | 31 (6)           | Обала Слоноваче, 11. фебруар 2003. |
| 23         | Винсент Абубакар  | 22. јануар 1992.   | Котонспорт       | 2 (0)            | Словачка, 29. мај 2010.            |